# Picture-in-picture (televisie)

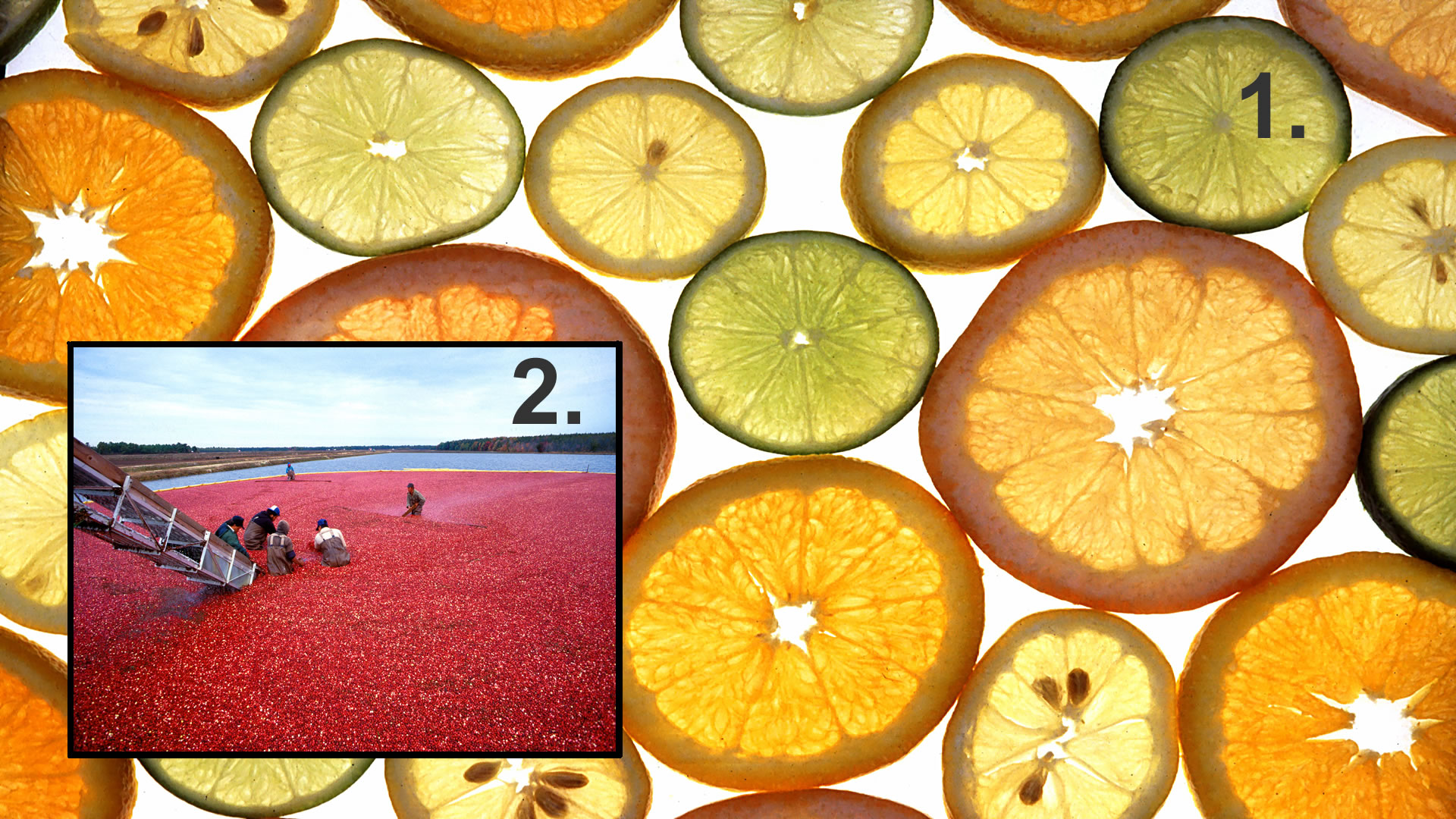
Beeld in beeld projectie.

Picture in Picture (PiP) of beeld-in-beeld is een beeldtechniek waarbij meerdere televisiekanalen tegelijk op één televisiescherm of een ander apparaat vertoond worden. Wanneer deze techniek op een televisie beschikbaar is, betekent dat dat één televisiekanaal over het hele televisiescherm wordt vertoond, en andere kanalen in kleinere gedeelten van het scherm worden vertoond. Voor deze techniek zijn twee onafhankelijke tuners nodig. Die extra tuner kan in de televisie gebouwd zijn, maar de televisie kan ook een externe tuner gebruiken in een ander apparaat, bijvoorbeeld een video- of dvd-recorder.
De picture-in-picture-techniek kan handig zijn wanneer men een televisieprogramma wil bekijken, maar omdat het programma nog niet begonnen is (door bijvoorbeeld reclame), men ondertussen naar een ander programma kijkt.